# Chelipodozus mapucheensis
Chelipodozus mapucheensis är en tvåvingeart som beskrevs av Adrian R.Plant 2008. Chelipodozus mapucheensis ingår i släktet Chelipodozus och familjen dansflugor. Inga underarter finns listade i Catalogue of Life.